# Gehen (Erzählung)
Gehen ist eine 94 Buchseiten umfassende Erzählung des österreichischen Schriftstellers Thomas Bernhard, die die Ursachen und Auslöser des Verrücktwerdens der Figur Karrer, weiterhin allgemeine Überlegungen zur Existenz und dem Denken thematisiert. Sie erschien 1971 erstmals beim Suhrkamp Verlag. 

## Inhalt
Der Erzähler und ein gewisser Oehler gehen spazieren. Oehler spricht währenddessen ununterbrochen und der Erzähler referiert dies, indem er ihn teils direkt, teils indirekt zitiert. Thema des oehlerschen Monologisierens ist das kürzliche Verrücktwerden des gemeinsamen Freundes Karrer, der nun in einer psychiatrischen Anstalt ist.
Die Suche nach den Ursachen hierfür ist Anlass für Oehler, über die Natur des Denkens und des Verstandes sowie der Existenz an sich zu räsonieren. Dabei vermischen sich Oehlers Aussagen mit früheren Aussagen Karrers, die Oehler berichtet, und außerdem mit dem Berichten seiner eigenen früheren Aussagen, die er im Gespräch mit dem Karrer behandelnden Arzt Scherrer gemacht hatte.
Das Nachdenken über die Tatsachen und Zustände der Welt würde die katastrophale Unerträglichkeit der Existenz aufdecken: „So wird uns jeder Tag zur Hölle, ob wir wollen oder nicht, und was wir denken, wird, wenn wir es überdenken, wenn wir dazu die erforderliche Geisteskälte und Geistesschärfe haben, in jedem Falle immer zu etwas Gemeinem und Niedrigem und Überflüssigem, was uns lebenslang auf die erschütterndste Weise deprimiert.“ Es sei eine Kunst „das Unerträgliche zu ertragen und, was entsetzlich ist, nicht als solches, Entsetzliches zu empfinden.“
Als eine weitere Ursache sieht Oehler den Selbstmord eines engen Freundes Karrers, des begnadeten Chemikers Hollensteiner an. Dieser wurde vom österreichischen Staat nicht ausreichend unterstützt, wollte aber wegen seiner Liebe zu Österreich auch nicht auswandern, weshalb er schlussendlich Suizid beging („Wenn wir die Schönheit dieses Landes mit der Gemeinheit dieses Staates verrechnen, sagt Oehler, kommen wir auf den Selbstmord.“).
Oehler berichtet dem Erzähler von dem auslösenden Ereignis für Karrers Nervenzusammenbruch: Der Besuch im Rustenschacherschen Laden, in den Karrer und Oehler nach einem Spaziergang eintraten. Karrer, in ohnehin schon erregtem Zustand, ließ sich vom Neffen des Ladeninhabers Rustenschacher unzählige Hosen vor das Licht halten, fand aber an jedem Exemplar eine oder mehrere „schüttere Stellen“. Deshalb zweifelte er die stoffliche Qualität dieser Hosen an, die aus „erstklassigsten englischen Stoffen“ seien, aber, so Karrers Vermutung, wohl eher aus „tschechoslowakischer Ausschussware“.  Auch nach Abstreiten dieser Behauptung und Versicherung der hohen Qualität sogar durch Rustenschacher selbst, ließ sich Karrer nicht umstimmen und steigerte sich in immer größere Erregung über diesen Umstand. Er wiederholte seine Behauptung wieder und wieder, bis er schließlich offensichtlich geistig kollabierte und nur noch „diese schütteren Stellen, diese schütteren Stellen, diese schütteren Stellen“ in endloser Schleife stammelte.
Als letzte Ursache thematisiert Oehler den Zusammenhang von Gehen und Denken, den er als einen eigentlich ungünstigen beschreibt, da er Karrer und Oehler während ihrer wöchentlichen Spaziergänge in einen geistigen Erschöpfungszustand getrieben hätte: „Dass diese Praxis, Gehen und Denken zu der ungeheuersten Nervenanspannung zu machen, nicht längere Zeit ohne Schädigung fortzusetzen ist, hatten wir gedacht und tatsächlich haben wir ja auch die Praxis nicht fortsetzen können, sagt Oehler, Karrer hat daraus die Konsequenzen ziehen müssen“.

## Hauptmotive
Das Motiv der Geisteskrankheit, hier als Konsequenz des Nachdenkens über die Welt und das Denken, ist das dominierende und findet sich bereits in Frost, dem ersten Roman Thomas Bernhards.
Die durch das scheinbar wörtliche Zitieren der sich äußernden Personen erreichte Authentizität des Denkens, das so in Sprache gegossen zu sein scheint, gepaart mit der Metareflexion und ihren Konsequenzen ist ein entscheidendes Motiv in Gehen.
Das Motiv des Österreichhasses zeigt sich am deutlichsten in seiner Kritik am österreichischen Staat, der die Figur Hollensteiner durch Missachtung dessen Leistungen in den Freitod trieb.
Der sich durch Bernhards gesamtes Werk ziehende Negativismus ist auch in Gehen Triebfeder und manifestiert sich am deutlichsten in der postulierten Unerträglichkeit aller Existenz und dem Leben an sich als Verschlimmerungsprozess, welche nur den Ausweg in den Tod (Hollensteiner) oder die Geisteskrankheit (Karrer) ließe.

## Stilistik
Gehen ist in seiner stilistischen Konstanz ein Paradebeispiel des bernhardschen Stils. Im Wesentlichen handelt es sich dabei um „eine sprachliche Tendenz, die sich hier noch verstärkt und damit wohl ihren Extrempunkt in Bernhards Werk erreicht.“
Das Erzählmodell ist das eines anonymen Ichs, das selbst gar nicht bzw. nur äußerst selten zu Wort kommt. Vielmehr wird in indirekter, seltener auch direkter Rede wiedergegeben was ein Zweiter (Oehler) dem erzählenden Ich oder was ein Dritter (Karrer) dem Zweiten (Oehler) zuvor schon erzählt hat bzw. was der Zweite dem Erzähler sagt, was der Zweite an anderer Stelle schon einmal zu einem Dritten gesagt hat. Durch dieses „verschachtelte[…] Gefüge an perspektivischen Vermittlungsinstanzen“ kann es bisweilen zu einer Unkenntlichkeit des sprechenden Subjektes kommen.
Infolgedessen tauchen Inquit-Formeln extrem häufig auf: „sagt Oehler“ oder „so Oehler“ beispielsweise kommen insgesamt 474 Mal auf nur 94 Buchseiten vor.
Überhaupt sind Wiederholungen jeglicher Art charakteristisch für Gehen: Repetitionen einzelner Wörter innerhalb eines bis mehrerer Sätze finden sich durchgängig: „Sie ändern ihre Gewohnheit, sagt Oehler, indem Sie jetzt nicht nur am Mittwoch, sondern auch am Montag mit mir gehen und das heißt jetzt abwechselnd mit mir in die eine (in die Mittwoch-) und in die andere (in die Montags-) Richtung, während ich meine Gewohnheit dadurch ändere, dass ich bis jetzt immer Mittwoch mit ihnen, Montag aber mit Karrer gegangen bin, jetzt aber Montag und Mittwoch und also auch Montag mit ihnen gehe und also mit ihnen Mittwoch in die eine (in die östliche) und Montag mit Ihnen in die andere (in die westliche) Richtung.“
Ebenso verhält es sich mit Parallelismen, die überdurchschnittlich häufig auftreten. So hat Oehler tatsächlich fortwährend Angst, erfrieren zu müssen, während ich fortwährend Angst habe, ersticken zu müssen.
Durch diese paradigmatische und syntagmatische Wiederholungstechnik „scheint sich die literarische Rede kaum von der Stelle zu bewegen, kreist […] um einzelne Wörter, staut […] sich an bestimmten Punkten und setzt sich obsessiv daran fest.“
Auch Superlative finden exaltiert häufig und scheinbar grundlos Verwendung: „Der Selbstmord des Chemiker Hollensteiner habe sich in katastrophaler Weise auf Karrer ausgewirkt“, sagt Oehler, „habe sich auf Karrer so auswirken müssen, wie er sich auf Karrer ausgewirkt hat, in der verheerendsten Weise, den ungeschütztesten Geisteszustand Karrers auf das Tödlichste chaotisierend.“
Zusammen mit vielfach gebrauchten verabsolutierenden Adjektiven wie „immer“, „nie“, „ständig“, „total“, „absolut“, „gänzlich“, „naturgemäß“, „vollkommen“ usw. und dem Hilfsverb müssen ergibt sich das für Bernhard typische, stark apodiktische Sprechen.
Formal entsteht auch durch die langen, stark verschachtelten Sätze und die fehlenden Absätze (nur zwei auf 94 Buchseiten) der Eindruck eines statischen Schriftblocks.

## Interpretation

### Gehen als Analyse des Denkens und der Existenz
In einer stark am Inhalt ausgerichteten Interpretation ist Gehen „die literarische Inszenierung jener fundamentalen Instabilität“, einer geistigen Instabilität, die jeder Zeit, denkt man zu weit, in einem Verrücktwerden enden kann: „Geht man so weit, wie Karrer“, sagt Oehler, „ist man plötzlich entschieden und absolut verrückt und mit einem Schlag wertlos geworden.“ Es ist so „über weite Strecken eine Ausmessung des Wirkungsbereiches menschlichen Denkens, des Geistes und der Sprache“, zeigt dabei ebenso die „Unmöglichkeit einer reibungslosen Vermittlung von Geist und Körper und die Schwierigkeit einer Beherrschung von beidem“, Der Situation im rustenschacherschen Laden kommt wie schon innerhalb der Geschichte, hier auch interpretatorisch eine besondere Bedeutung bei, da Kleidung (hier: Hosen) „als Schutz gegenüber den Einflüssen der Natur, aber auch als zivilisatorisch geformte Einfassung des nackten Körpers“ fungieren und sich deshalb Karrers innerliche Erregung über deren falsch ausgewiesene Qualität als „grundlegendes Existenzgefühl des Ausgesetztseins“ interpretiert werden kann. Diese Thematik setzt sich auch in der Figur des Hollensteiners fort, dessen Schicksal so das „zerstörerische Verhalten einer Gesellschaft gegenüber einem außergewöhnlichen Individuum“ zeigt.

### Gehen als sprachliches Experiment
Eine weitere Möglichkeit der Interpretation von Gehen ist die Fokussierung auf formale, weniger auf inhaltliche Elemente und Eigenschaften. Der Inhalt tritt „zugunsten des sprachlichen Experiments […] nahezu vollständig in den Hintergrund“ und wird teilweise sogar „ad absurdum geführt“. Das Experiment bezweckt das „Sichtbarmachen des Denkens“, also die Verwandlung von Gedanken in Sprache, wofür Bernhard ein „individuelles Erzählverfahren“ entwickelte (siehe Stilistik).

## Adaption
Unter dem Titel „Izlaženje“ erschien 2006 eine von Barbi Marković verfasste Adaption im Belgrader Verlag Rende, die den Text ins Serbische und die Belgrader Clubszene übertrug. Die Rückübersetzung ins Deutsche von Mascha Dabić erschien 2009 bei Suhrkamp unter dem Titel „Ausgehen“.

## Ausgabe
- Thomas Bernhard: Gehen. Frankfurt am Main 1971.